# Сибірська рулетка
Сибірська рулетка (англ. Siberian Cut) — американське реаліті-шоу на каналі Discovery Channel. Виробник — американська компанія англ. Raw TV на замовлення телеканалу Discovery Channel. Режисери Бен Аллен англ. Ben Allen і Том Кросс англ. Tom Cross. В англомовній версії текст від автора читає Джейсон Уотт англ. Jason Watt. Ця програма оповідає про нелегкі будні американо-російської команди лісорубів, які ведуть промисел цінної сибірської деревини в Красноярському краї. Головний герой проекту — підприємець-лісоруб Шон Вен англ. Sean Vann, котрий найняв команду лісорубів, яким належить за три місяці вирубити 150 гектарів лісу, виживаючи в умовах зимової тайги. Назва серіалу відбувається від «гусарської» або російської рулетки та високого властивого ризику виживання в суворих побутових умовах, а також ведення лісозаготівель в холодному і неспокійному краї.
Прем'єра Сибірської рулетки відбулася 3 червня 2014 року (в Україні — 28 серпня 2014 року) на каналі Discovery Channel, на даний час тривають зйомки серіалу, а серіал щотижня демонструється що четвергах телебаченням у багатьох країнах світу.

## Зйомки серіалу
Зйомки серіалу проходили з січня по березень 2014 року під Ачинськом в районі селища сибірських лісорубів Новочорнорічінський. Мовою оригіналу (англ. Siberian Cut) шоу має назву «Сибірська рубка», в російській версії — «Сибірська рулетка».

### Головні герої
Шон Вен, англ. Sean Vann (Монтана), 48 років — знайомий з особливостями лісоповалу в Сибіру не з чуток (працював на лісозаготівлях в Росії 17 років). Вважаючи себе досвідченим фахівцем, він вирішив відправитися в сибірську тайгу вже як бригадир і бос лісорубів: володіючи обмеженою кількістю сучасної високопродуктивної техніки і невеликою інтернаціональною командою, він мріє заробити цілий статок.
Джаред Фітчетт, англ. Jared Fitchett (Монтана), 31 рік — разом зі братом є власником лісозаготівельної компанії в штаті Монтана (США), яка переживає не найкращі часи. Працюючи в жорстоких умовах сибірської тайги, Джаред намагається врятувати свій бізнес на батьківщині.
Джосайе Хейзер, англ. Josiah Heiser (Монтана), 31 рік — досвідчений лісоруб, з семи років працював на лісопилках, а потім керував важкою технікою в Антарктиці при екстремально низьких температурах. Знаходиться в скрутному становищі, так як довгий час не може знайти роботу. У Сибіру планує відновити свої навички і знайти спільну мову з іншими лісорубами.
Брендон Вудворд, англ. Brandon Woodward (Монтана), 28 років — вважався одним із найкращих лісорубів в Монтані, проте через проблеми з законом був змушений змінити місце роботи. Найбільш самовпевнений член команди, для якого подорож у Сибір — можливість почати життя з чистого аркуша і допомогти дружині і доньці, що залишились в Америці.
Зак Шитс, англ. Zack Sheets (Орегон), 22 роки — молодий лісоруб з досвідом роботи. Незважаючи на постійні нападки з боку старших товаришів, Зак сповнений енергії і мріє довести, що він гідний не тільки стати справжнім професіоналом, але і відкрити власний бізнес. Сибірські ліси стануть для нього найскладнішим випробуванням на шляху до мрії.
Юрій Пасторов, рос. Юрий Па́сторов (Луза), 36 років — протягом десяти років працює оператором лісозаготівельного комбайна, справжній фанат своєї справи: за ці роки не раз потрапляв в екстремальні ситуації і навіть пережив напад зграї вовків. Тепер Юрій відправляється в сибірську тайгу, щоб допомогти американській команді освоїтися в нових умовах, поділитися своїми навичками експлуатації техніки в умовах низьких температур та відсутності звичного американцям сервісу, а також корисними порадами як вижити в умовах зимового сибірського лісу.
Віталій Турунцев, рос. Виталий Туру́нцев (Красноярськ), 32 роки — усе життя пропрацював в тайзі механіком. Спочатку висловив сумнів щодо вдалого завершення спільного проекту: рос. «Иностранцы будут работать при температуре минус 40 градусов? — это вряд ли!» (Іноземці будуть працювати при температурі мінус 40 градусів? — це навряд чи!). В результаті втік до Красноярська, залишивши в неопалюваному боксі так і не відремонтований тягач-навантажувач. Був розшуканий розлюченим Шоном і тут же звільнений. На його місце був найнятий інший механік.
Руслан Сайдулин, рос. Руслан Сайду́лин (Єкатеринбург), 27 років — протягом шести років працює лісорубом. Висловив готовність брати участь у проекті, бажаючи перейняти передовий досвід американських колег, хоча і був переконаний, що ця затія провалиться, бо гості Сибіру не зможуть працювати у важких умовах і рос. «отправятся обратно в Голливуд» (вирушать назад до Голлівуду).
Пітер Ліпс, рос. Пи́тер Липс (він же Петро) — новий механік, найнятий Шоном натомість Віталія, що втік.
Юрій Панчук, рос. Юрий Панчу́к — господар лісосіки, роботодавець. Полковник у відставкі, колишній начальник ВТК (виправно-трудової колонії). Характер жорсткий, суворий, але справедливий. Після вирубки командою Шона пробної ділянки у п'ятому випуску шоу оголосив себе банкрутом, та не розплатившись з бригадою лісорубів, вибув з проекту.

### Техніка
Найпростіший інструмент сучасного лісоруба — бензопила, однак впоратися з нею непросто. Щоб звалити дерево, необхідно розрахувати кут і глибину подпила, врахувати розташування крони, напрямок і швидкість вітру, розташування поруч стоять дерев і безліч інших нюансів.
На зміну ручній валці лісу приходить комп'ютеризована лісозаготівельна техніка. Автоматична валочная машина харвестер здатна не тільки спиляти дерево, обдерти суччя, але і розділити його на частини заданого розміру всього за 60 секунд. При цьому оператор весь цей час знаходиться в комфортних умовах кабіни і з допомогою джойстика керує на процес. Харвестер працює «в парі» з форвардером — тягачем-навантажувачем, створеним для вантаження і транспортування деревини до навантажувальних пунктів. Розумні «напарники», замінюють бригаду з декількох десятків лісорубів, які працюють «ручним» способом, забезпечують високу продуктивність лісозаготівлі. Тим не менш, навіть «розумним» машинам необхідні оператори-професіонали.

### Комп'ютерні ефекти
З метою більшої наочності у відеоряд цього реаліті-шоу вміло вплетена комп'ютерна анімація, яка пояснює глядачам деякі нюанси, що виникають протягом серіалу.

## Сюжет

### Випуск 1: Російська рулетка (англ.Russian Roulette,рос.Русская рулетка
Перша частина розповідає в основному про історію задуму, висвітлює процес вербування лісорубів в США та доставку їх та сучасної техніки до місця лісозаготівель.

### Випуск 2: Закляті вороги (англ.Old Age Enemies,рос.Заклятые враги)
Облаштування табору лісорубів на ділянці майбутніх лісозаготівель. Розпочато роботи на лісосіці. Йде притирання характерів американських і російських лісорубів. Виникає конфлікт між американцем Джаредом Фітчеттом та Юрієм Пасторовим, але незабаром інцидент благополучно вичерпується.

### Випуск 3: Розбрат (англ.Civil War,рос.Раздор)
Полковник Юрій Панчук, що приїхав до лісосікі, не задоволений якістю деревини, що відвантажується американцями про це він вимовляє Шону Вену. Американська техніка не здатна валити великі дерева і два молодих лісоруба відправляються рубати великі дерева з допомогою бензопили. Руслан Сайдулин сміється над американцем Заком Шитсом, який досить докладно і ретельно валить дерева за допомогою клинів. Після помилки Зака, ледь не уронившего дерево на Руслана, той показує як в Сибіру рубають ліс. Шон просить у полковника трактор для трелювальних робіт (скіддер) необхідний для транспортування спиляних вручну великих дерев. Трактор виявився несправним і Руслан Сайдулин відправляється на базу вторчормету за запчастинами, а механік Віталій Турунцев береться відновити стару техніку радянських часів. Численні труднощі як виробничого, так і побутового характеру накрутили нерви американським лісорубам — ледь не дійшло до рукоприкладства. У результаті усе закінчилося благополучно і молодий американський лісоруб Зак Шитс, відвідавши селище російських лісорубів і переговоривши за допомогою мобільного зв'язку з важкохворим батьком, повертається на лісосіку і мириться зі своїм старшим товаришем Джаредом Фітчеттом.

### Випуск 4: Крижана рукавиця (англ.Ice Gauntlet,рос.Ледяная рукавица)
Шон приїжджає до гаражу, де виявляє обіцяний механіком відремонтований скідер в розібраному стані. Шон кидається на пошуки техніки, без якої йому не укластися у відведений контрактом термін лісоповалу. Однак, в розпал сезону добути що-небудь варте зовсім не просто. Йому вказують на 30-річну радянську валочно-пакетуючу машину, ціну якої не називають вголос (на камеру). Шон з радістю купує його і береться ризикуючи життям перегнати 25-тонну машину по льодової переправи через Єнісей.

### Випуск 5: Йдемо до дна (англ.Belly Up,рос.Идём ко дну)
Шон змушений найняти нового механіка — Пітера Липса. Після відвідування російської лазні в команді лісорубів усе більш-менш налагодилося, але тут раптово вибухнула криза — полковник Юрій Панчук оголошує себе банкрутом. Шон Вен везе своїм лісорубам неприємну новину від полковника — грошей не буде: герої шоу, що відпрацювавши на лютому морозі, ризикують залишитися ні з чим.

### Випуск 6: Дорога з пекла (англ.Road From Hell,рос.Дорога из ада)
Тим часом, лісовою дорогою команда Шона переміщається на нову ділянку, але в тайгу прийшла весна і дорога починає відтавати. В дві години ночі на нову ділянку прибуває Шон і повідомляє про банкрутство полковника Панчука. Лісоруби в шоці — вони працювали по 18 годин на добу на морозі безкоштовно. Також Шон повідомляє про приємну новину — полковник віддав ділянку команді лісорубів і вони зможуть самостійно реалізувати деревину, якщо зуміють її вивезти з тайги по розкислій весняної дорозі. Один з лісорубів команди Шона — Руслан Сайдулин — приймає рішення вийти з проекту, оскільки не згоден ризикувати і працювати безкоштовно. Порадившись, команда приймає рішення, незважаючи на труднощі, за тиждень заготовити 1000 м3 деревини: спиляти 3000 дерев, потім вивезти, продати їх і отримати зарплату та обіцяні премії. Лісоруби, забувши розбіжності завзято взялися за роботу, але паливо закінчується, а заправник ще не приїхав. Юрій Пасторов відчайдушний вчинком Руслана — він відправляється в селище лісорубів Новочорнорічінський, щоб повернути його до команди Шона. Цистерна з чотирма тоннами палива застрягла в 14 км від лісосіки. Тим часом лісозаготівля зупинилася — закінчилося паливо, але тут в команду Шона повертається Руслан, який зголосився за допомогою старого радянського скіддера ТТ-4 (трактора для трелювальних робіт) доставити цистерну з пальним. На світанку Руслан Сайдулин і Джосайе Хейзер привозять паливо на лісосіку. Вночі в таборі з'явилися вовки. Перемагаючи труднощі, команда Шона продовжує лісозаготівлю: поки в Сибіру не настала весна — сезон не закінчився.

### Випуск 7: Річка бруду (англ.River of Mud,рос.Река грязи)
У Сибірський ліс прийшла весна. Температура повітря підвищилася до +21°С — лісові дороги перетворились на болото. Команда Шона виготовила і відправила 800 м3 лісу із запланованої 1000 м3. Але щоб отримати премії залишилося заготовити 200 м3. Шон викликає лісовози, але водії відмовляються їхати, посилаючись на закінчення сезону. Руслан Сайдулин, Джосайе Хейзер та Брендон Вудворд викликаються поїхати в Новочернореченский за лісовозами-добровольцями — необхідно провести 30-тонні вантажівки по розкислій лісовій дорозі, довжиною 85 км. Інші лісоруби працюють з усіх сил — необхідно заготовити ще 200 м3 деревини (на 20 тисяч доларів США) до приїзду лісовозів. Сибірські лісоруби чітко розуміють, що заготовити ліс у тайзі не є найскладніше: якщо не вивезти деревину — грошей не буде, а цінна деревина згниє до наступного сезону. Здають нерви у американського лісоруба Джареда Фиттчета — він посварився з Шоном і поїхав в Новочорнорічінський (найближча до ділянки зона покриття мобільним зв'язком), щоб подзвонити додому дружині та доньці. Після телефонної розмови Джаред повертається на ділянку і знову сідає за важелі валочно-пакетуючей машини часів СРСР. Тим часом, з Новочорнорічінського повернулися Руслан, Джосайе та Брендон з поганою новиною — лісовозів немає і не буде до тих пір, поки не підмерзне лісова дорога. Порадившись, команда Шона приймає рішення вивозити з лісу взяту в оренду дорогу техніку, вартістю в 1 млн $, поки вона остаточно не застрягла у весняному лісі. В дорозі американці на «Єгері» (автомобіль ГАЗ-33081) вилітають у кювет і, зламавши раму автомобіля, продовжують рух зі швидкістю 3 км/год, але займається двигун, який потім успішно загасили. Тепер Шону належить знайти покупця для вивезеної раніше деревини.

### Випуск 8: Менше слів і більше діла (англ.Put Up or Shut Up,рос.Меньше слов и больше дела)
Зимовий сезон лісозаготівель закінчено. Однак для того, щоб по розкислій лісовій дорозі вибратися з тайги піде ще 30 нелегких годин. Шон пам'ятає про свою обіцянку, яку він дав в ході вербування в штаті Монтана (США) і з усіх сил намагається її стримати: заплатити лісорубам по 5 тисяч доларів США в місяць плюс преміальні по закінченні сезону. Раптово Шон вирішує продати 30-річну радянську валочно-пакетирующую машину, котра дуже повільно переміщається по лісовій дорозі за 40 тисяч доларів США, що вдвічі перевищує вартість залишеної на лісосіці деревини. Орендована сучасна техніка, вартістю в $ 1 млн успішно доставлена в селище лісорубів Новочорнорічінський, а ще понад 4 години Джаред Фіттчет пригнав стару валочно-пакетуючу машину. На наступний день Шон стикається з новою проблемою — сезон лісозаготівель закінчено, і вся деревина вже закуплена. Руслан Сайдулин знайшов покупця з Китаю, який, поторгувавшись з Шоном, погодився придбати 800 м3 деревини за 50 тисяч доларів США — зарплата для лісорубів є. Шон переганяє валочно-пакетуючу машину назад через Єнісей на поромі, щоб продати її колишньому господареві Олегу за 20 тисяч доларів США — премія для лісорубів вручена в аеропорту міста Красноярська. Шон Вэнн проводжає американських лісорубів в Монтану з зарплатою і премією. Чи вони погодяться продовжити в наступному сезоні?

### Випуск 9: Повернення (англ.Homecoming,рос.Возвращение)
Залишився в минулому перший сезон в промерзлому сибірському лісі, однак на лісорубів чекають нові труднощі, здатні призвести до розколу в команді Шона. Фактично, більша частина випуску є фільмом про створення реаліті-шоу, що включає епізоди та сцени, які не ввійшли в остаточний варіант шоу. Шон Вэнн будує плани на майбутнє, оглядаючи з вертольота володіння Олега Шеверева в околицях Лесосибірська бо лісозаготівля у тайзі здійснюється протягом року. Але за спиною Шона зріє бунт: Джаред Фітчетт не полетів в Монтану з усіма, а таємно зустрівся з Русланом Сайдулиным, які поклали око на нову ділянку (близько 60 тисяч дерев або 20 тисяч м3 деревини), лісозаготівлю на якому планує вести вже без Шона Венна, якого вони вважають поганим менеджером і бізнесменом. Руслан і Джаред зустрічаються зі своїм новим шефом Миколою Вікторовичем і разом оглядають ділянку, що віщує їм 20 000 м3 деревини. Проте на горизонті з'являється конкурент — «50-річний американець в окулярах і з бородою» (Шон Венн). У новому сезоні реаліті-шоу належить конкурентна боротьба між двома командами лісорубів: команда Шона проти команди Руслана.

## Скандал
Прем'єра реаліті-шоу «Сибірська рубка» (мовою оригіналу (англ. Siberian Cut) шоу має назву «Сибірська рубка», в російській версії — «Сибірська рулетка») на території Північної Америки відбулася 3 червня 2014 року на каналі Discovery Channel. Однак, телеглядачі з США і Канади змогли подивитися тільки перші три епізоди, бо четвертий і усі наступні до показу на території Північної Америки допущені не були. Стався унікальний випадок: за не зовсім зрозумілих причин призупинено, а потім і зовсім скасовано показ на території Північної Америки серіалу, знятого на замовлення Discovery американською компанією Raw TV. За однією з версій, лісоруби Аляски та інших штатів стали скаржитися на серіал, в якому їх американських колег на тлі сибірських лісорубів нібито постійно виставляють в образі напівграмотних недоучок і потенційних невдах, не здатних до самостійних дій. Не допомогла навіть хитрість телеканалу Discovery: в оригінальній англійській аудиодоріжці, фрази сибірських лісорубів, які не вельми схвально відгукуються про професійні якості іноземців, наприклад, після перетину Транссибірської магістралі: рос. «дети, б…» (діти, б…), а пізніше вустами Юрія Пасторова: рос. «не понимаю, зачем он их привёз?!» (не розумію, навіщо він їх привіз?!) і так далі, щоб не травмувати психіку американського глядача не стали перекладати на англійську мову — звучить тільки мова лісорубів-росіян без перекладу і субтитрів. Це легко перевірити перемикаючись з російської аудіодоріжки на англійську.